# قطر-2b
قطر 2 بي (بالإنجليزية: Qatar 2b)‏ هو كوكب يدور حول النجم كي دورف k Dwarf في مدار قصير خلال 1.34 يوم.
والكوكب قطر 2 بي يشبه كوكب المشتري ولكنه ساخن ويصنف في فئة الكواكب القريبة من حجم المشتري ولكن أٌقرب لنجوم مجموعاتهم المدارية، ويعد «قطر 2 بي» أكبر في الحجم من كوكب المشتري بمقدار مرتين ونصف، ويدور حول النجم المعروف باسم (كي دورف) والذي يعد أبرد قليلا من الشمس ومقارب لها في الحجم وتبعد بمقدار حوالي 500 مليون سنة ضوئية عن مجموعتنا الشمسية.